# Kurochkinegramma
Kurochkinegramma is een geslacht van zangvogels uit de familie honingzuigers (Nectariniidae). De vorige genusnaam was Hypogramma, maar dit was tevens de naam van een vlindergeslacht (Lepidoptera). De enige soort:
- Kurochkinegramma hypogrammicum – Purpernekspinnenjager